# Amt Woldegk
Związek Gmin Woldegk (niem. Amt Woldegk) – niemiecki związek gmin leżący w kraju związkowym Meklemburgia-Pomorze Przednie, w powiecie Mecklenburgische Seenplatte. Siedziba związku znajduje się w mieście Woldegk. Powstał 1 stycznia 2004.
W skład związku wchodzi siedem gmin, w tym jedna gmina miejska (Stadt) oraz sześć gmin wiejskich (Gemeinde):
1. Groß Miltzow
2. Kublank
3. Neetzka
4. Schönbeck
5. Schönhausen
6. Voigtsdorf
7. Woldegk, miasto

## Zmiany administracyjne
- 25 maja 2014 
  - do miasta Woldegk przyłączono gminę Helpt
- 1 stycznia 2015
  - do miasta Woldegk przyłączono gminę Mildenitz
- 26 maja 2019
  - przyłączenie gminy Petersdorf do miasta Woldegk